# John Henry Grattan Esmonde
Sir John Henry Grattan Esmonde, 16. Baronet of Ballynastragh (* 27. Juni 1928 in Dublin, Irland; † 16. Mai 1987 ebenda) war ein irischer Politiker der Fine Gael.
Von 1973 bis 1977 war er Teachta Dála (Abgeordneter) im Dáil Éireann, dem irischen Unterhaus.

## Leben
Esmonde ist der Sohn von Anthony Esmonde (1899–1981), dem 15. Baronet, und ebenfalls Politiker der Fine Gael. Er studierte an der University of Galway und wurde nach der Ausbildung am King’s Inns als Barrister zur Rechtsanwaltschaft zugelassen. Später wurde er Senior Counsel.
Er wurde bei den Wahlen zum Dáil Éireann 1973 im Wahlkreis Wexford gewählt. Diesen Sitz verlor er jedoch schon bei den Wahlen 1977 wieder.
Er wurde wenig später zum Richter am Circuit Court ernannt.
Esmonde war seit 1957 mit Pamela Mary Bourke verheiratet, mit der er fünf Kinder hatte. Der Titel ging auf seinen ältesten Sohn Thomas Francis Grattan Esmonde (1960–2021) über.